# Brady Haran
Brady John Haran OAM (født 18. juni 1976) er en australsk-britisk uafhængig filmskaber og videojournalist, der producerer uddannelsesorienterede film og dokumentarer på sine YouTube-kanaler, hvoraf de mest kendte er Periodic Videos og Numberphile.  Haran er også medvært på podcasten Hello Internet sammen med youtuberen CGP Grey. Den 22. august 2017 lancerede Haran sin anden podcast kaldet The Unmade Podcast, og den tredje podcast den 11. november 2018; The Numberphile Podcast, der inddrager mange af de samme emner og medværter, som også optræder på hans matematik-orienterede YouTube-kanal af samme navn.